# Capitán Montoya
Capitán Montoya es una localidad ubicada en el distrito Las Paredes del departamento San Rafael, provincia de Mendoza, Argentina. 
Está ubicado aproximadamente a 12 km de la ciudad de San Rafael sobre la Ruta Nacional 143. 
Se formó a partir de una estación de ferrocarril que le deparó inicios promisorios, pero con el cierre de la misma la localidad quedó relegada. En el año 2001, se inició el levantamiento de las vías del ramal Capitán Montoya - Guadales pero vecinos del lugar lo impidieron.
Si bien en 2001 presentaba una población inferior a la de Costa El Toledano su importancia es mayor por encontrarse más alejada de San Rafael. Cuenta con el edificio de la Delegación Municipal de Las Paredes, un centro de salud, y una escuela fundada desde el año 1958.

### Origen del nombre
El nombre de Capitán Montoya fue puesto en honor al heroico acto realizado por el capitán Ezequiel Montoya ante un duelo histórico entre el líder de los malones, el desertor Barros. Ocurrió en el año 1868, presenciada por Ignacio Fotheringham y relatado en su libro "La Vida de un Soldado; Reminiscencias de las fronteras". La ubicación de la contingencia ocurrió en la zona este de la jurisdicción del Fuerte San Rafael del Diamante.
A día de hoy, se ha regido un busto en honor a Capitán Montoya, donde se encuentra alojado en el centro de la Plaza Montoya.

## Establecimientos
Capitán Montoya cuenta con los siguientes establecimientos puestos dentro de su jurisdicción.

### Político
- Delegación Municipal de Las Paredes
- Centro de Jubilados
- Cooperativa Rural de Servicios Públicos Capitán Montoya

### Salud
- Centro de Salud n°164 "Capitán Montoya"

### Educación
- Jardín Maternal
- Escuela primaria: Escuela n°1-475 "Amador Burgos"

### Religión
- Iglesia Bautista Evangélica
- Iglesia Protestante: Vida y Paz anexo Cap. Montoya